# Église Saint-Rufin-et-Sainte-Valère de Loupeigne
L'église Saint-Rufin-et-Sainte-Valère est une église située à Loupeigne, en France.

## Localisation
L'église est située sur la commune de Loupeigne, dans le département de l'Aisne.

## Historique
Le monument est inscrit au titre des monuments historiques en 1927.